# پر اولو اینکویست
پر اولو اینکویست( ۲۳ سپتامبر ۱۹۳۴ - ۲۵ آوریل ۲۰۲۰) که همچنین با عنوان پی.او اینکویست نیز شناخته میشود، نویسنده سوئدی بود. او همچنین به عنوان روزنامه نگار، نمایشنامه نویس و رمان نویس نیز فعالیت می کرد. او از چهره‌های مهم ادبیات سوئد به‌ویژه در دهه‌های پایانی قرن بیستم بود که در طی بیش از نیم قرن، بیش از ۴۰ عنوان کتاب، شامل رمان، مجموعه‌داستان، نمایشنامه، مجموعه‌مقاله، کتاب کودکان و فیلمنامه منتشر کرد.

## زندگی
پر اولو اینکویست سال ۱۹۳۴ در شمال سوئد به دنیا آمد. وقتی کودک بود، پدرش را از دست داد. او نزد مادرش که معلم بود و خانواده مادری‌اش که از مسیحیان لوتری مقید بودند، پرورش یافت. از سال ۱۹۵۵ تا ۱۹۶۴ در دانشگاه اوپسالا تحصیل می‌کرد و پایان‌نامه خود را به رمان‌های پلیسی تورستن جانسون، نویسنده سوئدی، اختصاص داد. پس از تحصیل، کارش را به عنوان روزنامه‌نگار مطبوعات سوئد و همچنین خبرنگار تلویزیون این کشور آغاز کرد. او وقتی تحصیل در رشته فلسفه را آغاز کرد، همزمان به طور حرفه‌ای ورزش می‌کرد و قهرمان پرش ارتفاع بود. علاقه او به ورزش به حدی بود که وقتی نتوانست به عنوان ورزشکار در بازی‌های المپیک رم در سال ۱۹۶۰ شرکت کند، سعی کرد دست‌کم به عنوان خبرنگار در بازی‌های المپیک سال ۱۹۷۲ در مونیخ حاضر شود.
پر اولو اینکویست اولین کتابش را با عنوان «چشم شیشه‌ای» در سال ۱۹۶۱ منتشر کرد و با همین رمان خیلی زود جهان داستان‌نویسی خود را شکل داد: رمان‌نویسی مستند یا تاریخی؛ ترکیبی از تجربیات زیسته و خاطره‌ها و اسناد و گفته‌های دیگران. در سال ۱۹۶۸، کتاب «استرداد بالت‌ها» را منتشر کرد که سوژه‌ای حساس و مناقشه‌انگیز را دستمایه قرار داده بود: اخراج گروهی از سربازان از سوئد در جریان جنگ جهانی دوم. او برای نوشتن این کتاب از اخبار روزنامه‌ها، گفتگوها، نامه‌ها و حتی تجربه اعتصاب غذا – برای بهتر فهمیدن شرایط زندگی شخصیت‌های کتابش – استفاده کرد. این کتاب که شهرتی جهانی برای پر اولو اینکویست به ارمغان آورد، تحقیقی داستانی درباره یک «لکه ننگ» در تاریخ معاصر سوئد است؛ این‌که این کشور پس از جنگ جهانی دوم سربازانی را که از کشورهای حوزه بالت به سوئد پناهنده شده بودند، به شوروی سابق تحویل داد. کتاب «استرداد بالت‌ها» در سال ۱۹۶۹ جایزه بزرگ شورای کشورهای اسکاندیناوی را به دست آورد؛ جایزه‌ای مخصوص کشورهای دانمارک، فنلاند، نروژ، ایسلند و سوئد.
اما از اواسط دهه ۱۹۷۰، پر اولو اینکویست شیوه‌ای دیگر را در نوشتن آزمود: نمایشنامه. اول نمایشنامه «شب زنان همجنسگرا» را در سال ۱۹۷۵ درباره آوگوست استریندبری منتشر کرد و یک سال بعد نمایشنامه «خانه ما» را برای سالن تئاتر دراماتیک سلطنتی استکهلم نوشت. پر اولو اینکویست از سال ۱۹۷۷ وقت خود را به طور کامل وقف نوشتن کرد. همزمان نوشیدن مشروبات الکلی را «تا مرز مردن» نیز افزایش داد. پر اولو اینکویست برای ترک این عادت به مدت سه سال به پاریس رفت. او در این مدت مشروبات الکلی ننوشید، اما چیزی هم ننوشت. اما چشمه خلاقیت پر اولو اینکویست نخشکیده بود. چند سال بعد، کتاب او با عنوان «عیادت پزشک سلطنتی» با موضوع دیوانگی کریستیان هفتم، پادشاه دانمارک، جایزه معتبر ادبی آوگوست در سوئد را در سال ۱۹۹۹ برای او به ارمغان آورد. این جایزه در سال ۱۹۹۴ به نام آوگوست استریندبری، معروف به شکسپیر سوئد، بنیان گذاشته شده است. همچنین این رمان در فرانسه نیز برنده جایزه بهترین رمان خارجی سال ۲۰۰۱ شد.
اینکویست در سال ۲۰۰۴ کتاب «یادداشت‌هایی درباره بلانش و ماری» را منتشر کرد که به زبان فارسی نیز ترجمه و منتشر شده است. «یادداشت‌هایی درباره بلانش و ماری» یک زندگینامه خیالی از بلانش ویتمان، بیمار معروف دکتر ژان مارتن شارکو، عصب‌شناس فرانسوی، است که بر اساس یادداشت‌های باقی‌مانده از این زن بیمار نوشته شده است.
پر اولو اینکویست زندگینامه خودش را نیز نوشت که در سال ۲۰۰۸ در سوئد منتشر شد. او در این کتاب «صلحی» را که به آن دست یافته، نتیجه «پیروزی»اش بر زندگی می‌داند. او برای این کتاب یک بار دیگر جایزه آوگوست را از آن خود کرد. با این حال و با وجود شایستگی‌هایی که داشت، هرگز نتوانست جایزه نوبل را به دست آورد.این نویسنده در مقالات مطبوعاتی خود درباره سیاست روز نیز می‌نوشت. مثلاً در سال ۱۹۸۹ با تشکیل اتحادیه اروپا مخالفت کرد، زیرا معتقد بود با تشکیل چنین اتحادیه‌ای، استقلال کشورهای اسکاندیناوی از بین می‌رود و چون در اقلیت هستند، صدایشان شنیده نخواهد شد. پر اولو اینکویست آخرین کتابش را با نام «کتاب حکایات» در سال ۲۰۱۳ منتشر کرد.